# 115년

## 연호
- 후한(後漢) 원초(元初) 2년

## 기년
- 후한(後漢) 안제(安帝) 9년
- 신라(新羅) 지마 이사금(祗摩泥師今) 4년
- 고구려(高句麗) 태조대왕(太祖大王) 63년
- 백제(百濟) 기루왕(己婁王) 39년

## 사건
- 2월 가야가 신라를 침공하다. 강화가 깨지다.
- 7월 지마 이사금이 가야 친정에 나서나 가야군의 복병에 걸려 참패하다.

## 사망
- 교황 알렉산데르 1세